# Voorthuysenia
Voorthuysenia es un género de foraminífero bentónico normalmente considerado un subgénero de Epistomina, es decir, Epistomina (Voorthuysenia), pero considerado como sinónimo posterior de Brotzenia y finalmente aceptado como sinónimo posterior de Epistomina de la subfamilia Epistomininae, de la familia Epistominidae, de la superfamilia Ceratobuliminoidea, del suborden Robertinina y del orden Robertinida. Su especie tipo era Epistomina tenuicostata. Su rango cronoestratigráfico abarcaba desde el Calloviense (Jurásico medio) hasta el Oxfordiense (Jurásico superior).

## Clasificación
Voorthuysenia incluía a las siguientes especies:
- Voorthuysenia brandi †, también considerado como Epistomina (Voorthuysenia) brandi †
- Voorthuysenia parafavosoides †, también considerado como Epistomina (Voorthuysenia) parafavosoides †
- Voorthuysenia parchyderma †, también considerado como Epistomina (Voorthuysenia) parchyderma †
- Voorthuysenia praeornata †, también considerado como Epistomina (Voorthuysenia) praeornata † y aceptado como Epistomina praeornata
- Voorthuysenia suturalis †, también considerado como Epistomina (Voorthuysenia) suturalis † y aceptado como Epistomina suturalis
- Voorthuysenia tenuicostata †, también considerado como Epistomina (Voorthuysenia) tenuicostata † y aceptado como Epistomina tenuicostata